# Rosa Butler y Mendieta
Rosa Butler y Mendieta (n. Jaén; junio de 1821 - f. 1889) Se trata de una escritora poco conocida en la actualidad por dos razones fundamentalmente, por un lado por su  escasa producción y, sobre todo, por su temprano abandono de la actividad literaria, que se achaca a un precario estado de salud.

## Biografía
Nacida del matrimonio formado por el capitán del ejército Tomás Butler y María de los Dolores Mendieta. Fue educada por sus tíos (tras la muerte de ambos progenitores), la hermana de su padre Rosa Butler y su marido Antonio Izquierdo, con los que estuvo viviendo hasta 1841 en Cádiz, momento en el que se trasladan a Puerto Real.
Desde muy joven sintió una gran inclinación por la literatura, decantándose por la poesía como el género de mayor afinidad con su carácter y creatividad. Es considerada como una gran  poeta, pese a la escasez de su producción debido fundamentalmente al abandono temprano de esta vocación poética.
Su poesía se encuadra perfectamente en las características de la estética romántica imperante en Europa durante gran parte del siglo XIX. Se inició su vida pública como poetisa con el poemario titulado La noche y la Religión, publicado en Madrid, en la Imprenta de Luis García, en el año 1849. En esta  obra se da la combinación de tópicos románticos (como es la noche) con los sentimientos religiosos de la autora. El libro está compuesto por un único y largo poema dedicado a don Tomás García Luna. Se sabe que el poema fue redactado en Alcalá de Guadaíra el 20 de junio de 1849. Dios y la Creación, poema escrito en homenaje al primer hijo de Adolfo de Castro y doña Ana Herrera Dávila, fallecido en 1850 a los cuatro años.

También trabajó colaborando en obras colectivas como las tituladas Corona poética dedicada a... Manuel José Quintana con motivo de su coronación pública... (Madrid: Rivadeneyra, 1855) -aportando el poema De patriótico amor sublime rayo...-, y El álbum de la bellas (Sevilla, 1849) –con el poema titulado Las orillas del Guadaíra.
También se pueden encontrar poemas de Rosa Butler y Mendieta en los medios de publicación de su ámbito local como El Regalo de Andalucía (Sevilla, 1849), La España Literaria (Sevilla, 1862) y El Pensil Gaditano (1857), considerada una publicación feminista dirigida por la fourierista Margarita Pérez de Celis y María Josefa Zapata. Anteriormente Butler había colaborado en la publicación  La Mujer, que estaba  editada por un grupo de feministas moderadas que tenían como líder a María Tadea Verdejo Durán y contaban con la colaboración de otras literatas del siglo XIX como Josefa Moreno y Nartos, Ángela Grassi, Amalia Fenollosa, Vicenta Villaluenga, Robustiana Armiño de Cuesta, Venancia López Villabrile, Ángela Morejón y María Francisca Díaz. Además, tras su muerte, se encontró un ensayo épico obra suya, titulado La creación del mundo (Madrid: M. Ginés Hernández, 1883).